# Hans Feldtkeller
Hans Feldtkeller (* 10. Oktober 1901 in Halle; † 8. Dezember 1982 in Wiesbaden) war ein deutscher Architekt und Denkmalpfleger und von 1955 bis 1966 Landeskonservator von Hessen.

## Leben
Hans Feldtkeller studierte Architektur an den Technischen Hochschulen Darmstadt und Stuttgart, unter anderem bei Paul Bonatz. Seit 1931 arbeitete als Denkmalpfleger, seit 1933 in einer festen Stelle beim Provinzialkonservator der Provinz Sachsen in Halle. Nebenher studierte er Kunstgeschichte und promovierte 1937 zur Stiftskirche Walbeck. Im gleichen Jahr wechselte er zum Bezirkskonservator für Kurhessen in Kassel, Friedrich Bleibaum.
Mit seiner Promotion profilierte er sich als Architekturhistoriker und unternahm in der Folge eine Reihe bauarchäologischer Untersuchungen, so u. a. an der Stiftskirche Kaufungen, der Stadtkirche in Bad Hersfeld, der Stiftsruine Bad Hersfeld, auf dem Christenberg, einer mittelalterlichen Wüstung, im Kloster Helmarshausen, im Wetzlarer Dom, im Kloster Ilsenburg, der Klosterkirche Brombach (heute: Haundorf)

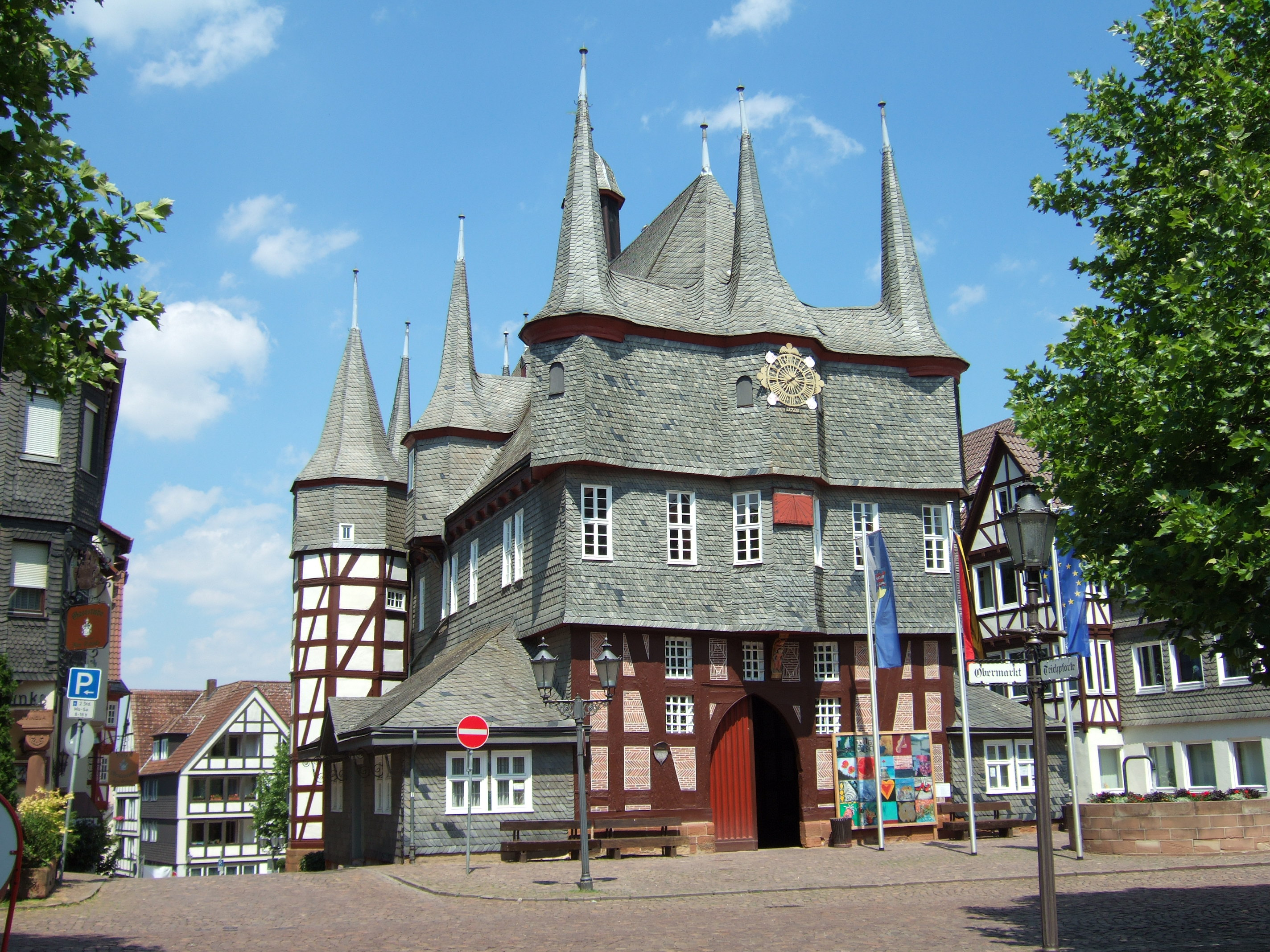
Schiefer-Verkleidung am Rathaus Frankenberg (Eder)

Er vertrat einen modernen Begriff von Denkmalpflege, dem es in erster Linie auf das Bewahren des historisch Überkommenen und Gewachsenen ankommt, weniger auf die Rekonstruktion. So setzte er durch, dass – entgegen den Freilegungswünschen der Gemeinde – die Schieferverkleidung des historischen Rathauses in Frankenberg (Eder) erhalten blieb, ebenso das Gewölbe der Klosterkirche in Ilbenstadt, sowie die erst unter Wilhelm II. von Hessen-Kassel im Schloss Wilhelmshöhe nachträglich eingefügten Verbindungsbauten zwischen den drei Hauptflügeln, die Lettner in der Klosterkirche von Haina und in St. Valentinus in Kiedrich oder die neugotische Orgel in der Marienkirche in Gelnhausen.
Seine denkmalpflegerische Arbeit wurde von 1943 bis 1948 zunächst von der Teilnahme am Zweiten Weltkrieg, Kriegsgefangenschaft und einer Tätigkeit als Zeichner und Aquarellmaler unterbrochen, bevor er wieder in den Staatsdienst – nun des Landes Hessen – zurückkehrte. Nach der Pensionierung des ersten Nachkriegs-Landeskonservators von Hessen, Friedrich Bleibaum, wurde die staatliche Denkmalpflege in Hessen als Verwaltung 1950 weitgehend aufgelöst. Hans Feldtkeller verwaltete den Rest der in Marburg verbliebenen Dienststelle. Zunächst wurde die Aufgabe des Landeskonservators von dem zuständigen Referenten im Hessischen Kultusministerium (heute: Hessisches Ministerium für Wissenschaft und Kunst) mit geleitet und dann 1951 diese Aufgabe Karl Nothnagel übertragen. In dieser Situation strich der Hessische Landtag auch noch den bescheidenen Ansatz von 20.000 DM, der der Denkmalpflege als Zuwendungsmittel für Denkmaleigentümer zur Verfügung stand. Karl Nothnagel war dieser Belastung in einer ausweglos erscheinenden Lage gesundheitlich nicht gewachsen und starb bereits 1955. Hans Feldtkeller wurde sein Nachfolger.

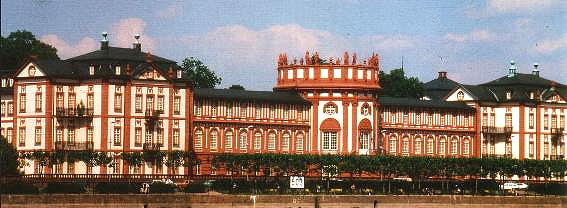
Schloss Biebrich, Sitz des Landesamtes für Denkmalpflege Hessen

Hans Feldtkeller gelang es, in seiner Amtszeit als Landeskonservator (1955–1966) wieder eine staatliche Denkmalpflege aufzubauen und deren Zentrale am Sitz der Landesregierung in Wiesbaden zu etablieren. Dienstsitz wurde das Schloss Biebrich. Als Außenstelle wurde nur die in Marburg beibehalten. Damit war die verwaltungsmäßige Grundstruktur der Denkmalpflege in Hessen, so wie sie heute noch besteht, geschaffen. Zum 31. Oktober 1966 wurde er in den Ruhestand versetzt. Sein Nachfolger als Landeskonservator wurde Gottfried Kiesow.

## Veröffentlichungen
- Das Stiftergrab in der Domruine Walbeck. In: Jahrbuch der Denkmalpflege in der Provinz Sachsen und Anhalt 1933, S. 34, 48–58.
- Die Stiftskirche zu Walbeck. Burg 1937
- Die Stiftskirche zu Walbeck, ein Bauwerk des 10. Jahrhunderts. In: Harz-Zeitschrift 1952.
- Die Bau- und Kunstdenkmäler des Landkreises Biedenkopf. Kurzinventar (= Die Bau- und Kunstdenkmäler des Landes Hessen 2,1). Darmstadt 1958.
- Aufgabe der Denkmalpflege in kirchlichen Räumen, dargestellt an vier Beispielen aus der Diözese Limburg. In: Schriftenreihe des Landeskonservators von Hessen 3 (1960), S. 314–323.
- Kunstwanderungen in Hessen (zusammen mit Magnus Backes). Stuttgart 1962.
- Die Lahn (= Deutsche Lande – Deutsche Kunst). München/Berlin 1965
- Aus der Geschichte der Denkmalpflege in Hessen. In: Hessische Heimat. Zeitschrift für Kunst, Kultur und Denkmalpflege ; Organ der Gesellschaft für Kultur- und Denkmalpflege / Hessischer Heimatbund e.V. in Marburg.25, Nr. 1 (= Sonderheft Denkmalpflege in Hessen) 1975, S. 18–23. ISSN 0178-3173.
- Kunstreiseführer Hessen (zusammen mit Magnus Backes). Bindach 1988, ISBN 3-8112-0588-9.